# Пневичи (Дубровенский район)
Пневичи (бел. Пняві́чы) — деревня в Дубровенском районе Витебской области Республики Беларусь. Входит в состав Добрынского сельсовета.

## География
Ближайшие населённые пункты Волево, Добрынь, Ковровое и др.

### Гидрография
На окраине деревни протекает река Пнёвка.

## Этимология
Название населённого пункта относится к ойконимическому типу, продуктивному до начала XVII века.
Ойконим Пневи́чи (бел. Пняві́чы) образован от коллективного прозвища первых жителей пневичи в значении «потомки и/или подданные Пня».

## История
В 1910 году в Сватошицкой волости Горецкого уезда Могилёвской губернии.

## Население

### Численность
- 2009 год — 45 человек

### Динамика
- 1910 год — 53 дворов, 163 муж., 157 жен.[3]
- 1999 год — 128 человек (перепись населения)
- 2009 год — 45 человек (перепись населения)[3]

## Улицы
- Лесная